# Ібн ан-Надім
Абу-ль-Фарадж Мухаммад ібн Исхак ан-Надім (араб. أبو الفرج محمد بن أبي يعقوب بن إسحاق النديم الوراق البغدادي), більш відомий як Ібн ан-Наді́м (араб. ابن النديم) — видатний мусульманський бібліограф і біограф X століття з Багдада. Упорядник енциклопедії «Кітаб аль-фіхрист» («Перелік книг»).  більш відомий як Ібн ан-Надим (араб. ابن النديم).

## Біографія
Багато відомостей про ан-Надіма випливає з його епітетів. «Ан-Надім» (النَّدِيم) - «придворний товариш» та «аль-Варрак» (الْوَرَّاق) - «переписувач рукописів». Ймовірно, він народився в Багдаді близько 320 р. хіджри (мусульманського літочислення), тобто 932 р. н.е. і помер там у середу, 20-го шабана 385 р. хіджри / 995 р. н.е. Він мав арабське або перське походження.
Відвідуючи лекції деяких провідних вчених Х століття, він навчався професії свого батька — книготоргівлі. Його батько, книготорговець і власник процвітаючої книгарні, доручав ан-Надіму купувати рукописи у торговців. Ан-Надім разом з іншими переписувачами-каліграфами копіював їх для клієнтів. Книгарня, зазвичай розташована на верхньому поверсі, була популярним місцем зустрічі інтелектуалів.
Ймовірно, він відвідував інтелектуальні центри в Басрі та Куфі в пошуках наукового матеріалу. Можливо, він відвідав Алеппо, центр літератури та культури за часів правління Сайфа ад-Даули. У бібліотеці в Мосулі він знайшов фрагмент книги Евкліда та поетичні твори. Ан-Надім міг служити «придворним компаньйоном» Насіра ад-Даули, хамданідського правителя Мосула, який сприяв розвитку освіти.
До 987-988 років склав арабською мовою один із найзначніших енциклопедичних словників із культури мусульманського світу та країн, що його оточують, «Кітаб аль-Фіхріст», що став першим у своєму роді, започаткувавши жанр фіхрист (араб. فههرست). Каталог містить важливий для історії арабської літератури опис перекладу арабською перської збірки «Хезар Афсане» (перс. هزارافسان), що, можливо, відноситься до зводу «Тисяча і однієї ніч». Нарівні зі свідченням аль-Масуда, опис у покажчику збірки «Хезар Афсане» є одним із перших документів з текстуальної історії «Тисячі й однієї ночі».

## Кітаб аль-Фіхрист
Кітаб аль-Фіхрист (араб. كتاب الفهرست) — це збірник знань і літератури ісламу X століття, що містить близько 10 000 книг і 2 000 авторів. Це важливе джерело середньовічної арабсько-ісламської літератури, на яку вплинули давні еллінська і римська цивілізації, зберегло імена авторів, книги і розповіді, які в іншому випадку були б повністю втрачені. «Аль-Фіхрист» є свідченням жаги до знань ан-Надіма в середовищі витонченої інтелектуальної еліти Багдада. Як пам'ятка цивілізації, передана через мусульманську культуру західному світові, вона містить унікальний класичний матеріал і зв'язки з іншими цивілізаціями.
«Кітаб аль-Фіхрист», часто просто «аль-Фіхрист» має таку повну назву, а саме: «Перелік відомостей про класифікованих вчених, як стародавніх, так і сучасних, і назви їхніх книг», араб. الفهرست في أخبار العلماء المصنفين من القدماء والمحدثين وأسماء كتبهم‎.
«Аль-Фіхріст» розбитий на 10 розділів зі списком книг. Географічне охоплення матеріалу в «Фіхристі» значною мірою визначається тим, що автор провів більшу частину свого життя в Багдаді й був тісно пов'язаний з його книжковим ринком.
В окремих розділах цього зводу культурологічних відомостей описується література мусульманських країн, повідомляються факти з життя письменників і поетів, наводяться відомості про релігійні течії та обряди 2-ї половини 1-го тисячоліття. Крім того, автор наводить багато даних з географії Леванту, Закавказзя, Іраку, Ірану та інших мусульманських країн. У своєму авторському рукописі досить точно скопійовані зразки письма різних народів, в тому числі і русі.
|  | Руські письмена. Мені розповідав один, на правдивість якого я покладаюся, що один із царів гори Кабк [Кавказ] послав його до царя Русів; він стверджував, що вони мають письмена, вирізували на дереві. Він же показав мені шматок білого дерева, на якому були зображення, не знаю чи були вони словами, або окремі літери, подібно до цього. |

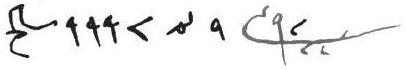
Напис Ібн ан-Надіма, що зображає руську дохристиянску писемність (відтворення за першим арабським виданням)

Книга ан-Надіма започаткувала цілий жанр біобібліографічної літератури арабською та перською мовами. Завдяки їй в арабську мову з перської потрапило слово фіхрист (перелік, список, каталог).

## Видання
- Аль-Фіхрист. Бейрут, 1970 (на араб. мові).
- Кітаб аль-фіхрист. Тегеран, 1972 (на перс. мові).
- The Fihrist of al-Nadim, a tenth century survey of Muslim culture. Ed. B. Dodge. Vols. 1-2. N.-Y. — L., 1970.